# Es ist gut, daß es Freunde gibt
Es ist gut, daß es Freunde gibt ist das neunte Studioalbum der deutschen Sängerin Stefanie Hertel, das im August 1998 erschien.

## Entstehung und Veröffentlichung
Die Erstveröffentlichung von Es ist gut, daß es Freunde gibt erfolgte am 17. August 1998 bei Montana Records. Das Album erschien in seiner Originalausführung als CD mit zwölf Titeln (Katalognummer: 3984-23190-2). Es erschien zudem als Videoalbum in DVD-Ausführung. Das Frontcover zeigt Stefanie Hertel gekleidet in einem roten Anzug auf einem Hocker nach vorne gestützt.
Geschrieben und produziert wurden alle Lieder von Erich Ließmann (Jean Frankfurter). Beim Schreibprozess bekam er bei allen Liedern Unterstützung durch Irma Holder.
Die Titel Mit einem Koffer voller Sonnenschein und Mach ein Geschenk aus Deinem Leben interpretierte Stefanie Hertel mit ihrem späteren Ehemann Stefan Mross.

## Titelliste
| Nr. | Titel                                             | Autor(en)                     | Produzent(en)    | Länge |
| --- | ------------------------------------------------- | ----------------------------- | ---------------- | ----- |
| 1.  | Es ist gut, daß es Freunde gibt                   | Jean Frankfurter, Irma Holder | Jean Frankfurter | 3:48  |
| 2.  | Wo der Sommer nie Urlaub macht                    | Jean Frankfurter, Irma Holder | Jean Frankfurter | 3:11  |
| 3.  | Mein Schutzengellied                              | Jean Frankfurter, Irma Holder | Jean Frankfurter | 3:40  |
| 4.  | Ciao ciao Hotel Mama                              | Jean Frankfurter, Irma Holder | Jean Frankfurter | 3:08  |
| 5.  | Nimm mich mit in die Berge (mit Stefan Mross)     | Jean Frankfurter, Irma Holder | Jean Frankfurter | 3:20  |
| 6.  | Da gibt es noch die grünen Wiesen                 | Jean Frankfurter, Irma Holder | Jean Frankfurter | 3:30  |
| 7.  | Immer wenn die Schwalben zieh'n                   | Jean Frankfurter, Irma Holder | Jean Frankfurter | 3:25  |
| 8.  | Ich hab die Sonne mitgebracht                     | Jean Frankfurter, Irma Holder | Jean Frankfurter | 3:31  |
| 9.  | Das Herz der kleinen Stadt                        | Jean Frankfurter, Irma Holder | Jean Frankfurter | 3:33  |
| 10. | Und dann brauch ich nur in Deine Augen zu seh'n   | Jean Frankfurter, Irma Holder | Jean Frankfurter | 3:09  |
| 11. | Auch ganz kleine Lügen tun weh                    | Jean Frankfurter, Irma Holder | Jean Frankfurter | 3:36  |
| 12. | Das hat der Himmel gut gemacht (mit Stefan Mross) | Jean Frankfurter, Irma Holder | Jean Frankfurter | 3:10  |

## Chartplatzierungen
Es ist gut, daß es Freunde gibt stieg am 31. August 1998 auf Rang 36 der deutschen Albumcharts ein, was gleichzeitig die beste Platzierung war und die höchste Platzierung Stefanie Hertels überhaupt in den deutschen Albumcharts. Das Album konnte sich zwei Wochen in den Charts platzieren, letztmals auf Platz 64 in der Chartausgabe vom 7. September 1998.
| ChartsChartplatzierungen | Höchstplatzierung | Wochen |
| ------------------------ | ----------------- | ------ |
| Deutschland (GfK)        | 36 (2 Wo.)        | 2      |